# Taxia (sockenhuvudort i Kina, Jiangxi Sheng, lat 28,22, long 114,95)
Taxia är en sockenhuvudort i Kina. Den ligger i provinsen Jiangxi, i den sydöstra delen av landet, omkring 100 kilometer sydväst om provinshuvudstaden Nanchang. Antalet invånare är 9 963. Befolkningen består av 4 677 kvinnor och 5 286 män. Barn under 15 år utgör 17,0 %, vuxna 15-64 år 70 %, och äldre över 65 år 11,0 %.
Runt Taxia är det tätbefolkat, med 356 invånare per kvadratkilometer. Närmaste större samhälle är Sixi, 16,5 km nordost om Taxia. Trakten runt Taxia består till största delen av jordbruksmark.
Genomsnittlig årsnederbörd är 2 092 millimeter. Den regnigaste månaden är maj, med i genomsnitt 337 mm nederbörd, och den torraste är oktober, med 32 mm nederbörd.